# Pentre-bach (stacja kolejowa)
Pentre-bach (ang. Pentre-bach railway station, walijski: Gorsaf reilffordd Pentrebach) – stacja kolejowa w Pentrebach w hrabstwie Merthyr Tydfil, w Walii. Znajduje się na Merthyr Line. Jest obsługiwana przez pociągi Arriva Trains Wales.

## Połączenia
Pociągi kursują co pół godziny w każdą stronę, na północ do Merthyr Tydfil i na południe do Pontypridd i Cardiff Central. Pociągi w kierunku południowym kursują naprzemiennie do Barry Island i Bridgend przez Vale of Glamorgan Line. W niedziele pociągu kursują co dwie godziny do Merthyr & Bridgend.

## Linie kolejowe
- Merthyr Line